# کوسه‌های سرگاوی
کوسه‌های سرگاوی (Heterodontiformes) راستهٔ کوچکی از کوسه‌های امروزی هستند. ۹ گونهٔ زنده از این کوسه‌ها موجود هستند که همگی در یک راسته و یک خانواده قرار داشته و این خانواده نیز شامل یک سرده (Heterodontus) است.

## ویژگی‌ها
این کوسه‌ها در مقایسه با سایر کوسه‌ها اندازه‌های کوچکی دارند و طول بزرگ‌ترین گونه ی آن‌ها حداکثر به ۱۶۵ سانتی‌متر می‌رسد. این جانوران کف‌زی بوده و در آب‌های مناطق گرمسیری و نیمه‌گرمسیری یافت می‌شوند.
کوسه‌های سرگاوی از کهن‌ترین کوسه‌های امروزی بوده و فسیل آن‌ها در دوران ژوراسیک پیشین یعنی مدت زمان بسیار زیادی پیش از پیدایش کوسه‌های امروزی یافت شده‌است. این کوسه‌ها دارای دو بالهٔ پشتی خاردار و یک بالهٔ مخرجی با پایهٔ غضروفی هستند. همچنین دارای یک روزنک (Spiracle) کوچک بوده و فاقد غشای شفاف محافظ چشم (Nictitating membrane) هستند.

## گونه‌ها
- کوسه شاخدار (Girard, 1855) (Horn shark)
- کوسه سرگاوی کاکل‌دار (آلبرت گونتر،  1870) (Crested bullhead shark)
- کوسه سرگاوی ژاپنی (Maclay & W. J. Macleay], 1884) (Japanese bullhead shark)
- کوسه سرگاوی مکزیکی (L. R. Taylor & Castro-Aguirre, 1972) (Mexican hornshark)
- کوسه سرگاوی عمان (Z. H. Baldwin, 2005) (Oman bullhead shark)
- کوسه پورت جکسون (F. A. A. Meyer, 1793) (Port Jackson shark)
- کوسه سرگاوی گالاپاگوس (Fréminville, 1840) (Galapagos bullhead shark)
- کوسه سرگاوی خال‌سفید (J. L. B. Smith, 1949) (Whitespotted bullhead shark)
- کوسه سرگاوی گورخری (جان ادوارد گری،  1831) (Zebra bullhead shark)
- Heterodontus sp. X J. I. Castro (Cryptic hornshark)